# Singly na prvním místě v roce 1984 (USA)

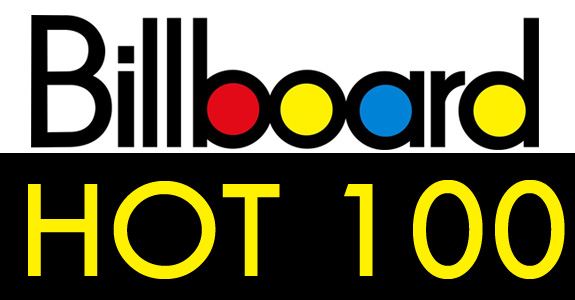
Logo americké hitparády „Hot 100“ časopisu Billboard

Jedničky americké hitparády Hot 100 za rok 1984 podle časopisu Billboard.
| Datum vydání | Skladba                                   | Interpret                        |
| 7. leden     | Say Say Say                               | Paul McCartney & Michael Jackson |
| 14. leden    | Say Say Say                               | Paul McCartney & Michael Jackson |
| 21. leden    | Owner of a Lonely Heart                   | Yes                              |
| 28. leden    | Owner of a Lonely Heart                   | Yes                              |
| 4. únor      | Karma Chameleon                           | Culture Club                     |
| 11. únor     | Karma Chameleon                           | Culture Club                     |
| 18. únor     | Karma Chameleon                           | Culture Club                     |
| 25. únor     | Jump                                      | Van Halen                        |
| 3. březen    | Jump                                      | Van Halen                        |
| 10. březen   | Jump                                      | Van Halen                        |
| 17. březen   | Jump                                      | Van Halen                        |
| 24. březen   | Jump                                      | Van Halen                        |
| 31. březen   | Footloose                                 | Kenny Loggins                    |
| 7. duben     | Footloose                                 | Kenny Loggins                    |
| 14. duben    | Footloose                                 | Kenny Loggins                    |
| 21. duben    | Against All Odds (Take a Look at Me Now)  | Phil Collins                     |
| 28. duben    | Against All Odds (Take a Look at Me Now)  | Phil Collins                     |
| 5. květen    | Against All Odds (Take a Look at Me Now)  | Phil Collins                     |
| 12. květen   | Hello                                     | Lionel Richie                    |
| 19. květen   | Hello                                     | Lionel Richie                    |
| 26. květen   | Let's Hear It for the Boy                 | Deniece Williams                 |
| 2. červen    | Let's Hear It for the Boy                 | Deniece Williams                 |
| 9. červen    | Time After Time                           | Cyndi Lauper                     |
| 16. červen   | Time After Time                           | Cyndi Lauper                     |
| 23. červen   | The Reflex                                | Duran Duran                      |
| 30. červen   | The Reflex                                | Duran Duran                      |
| 7. červenec  | When Doves Cry                            | Prince                           |
| 14. červenec | When Doves Cry                            | Prince                           |
| 21. červenec | When Doves Cry                            | Prince                           |
| 28. červenec | When Doves Cry                            | Prince                           |
| 4. srpen     | When Doves Cry                            | Prince                           |
| 11. srpen    | Ghostbusters                              | Ray Parker Jr.                   |
| 18. srpen    | Ghostbusters                              | Ray Parker Jr.                   |
| 25. srpen    | Ghostbusters                              | Ray Parker Jr.                   |
| 1. září      | What's Love Got to Do with It?            | Tina Turner                      |
| 8. září      | What's Love Got to Do with It?            | Tina Turner                      |
| 15. září     | What's Love Got to Do with It?            | Tina Turner                      |
| 22. září     | Missing You                               | John Waite                       |
| 29. září     | Let's Go Crazy                            | Prince & The Revolution          |
| 6. říjen     | Let's Go Crazy                            | Prince & The Revolution          |
| 13. říjen    | I Just Called to Say I Love You           | Stevie Wonder                    |
| 20. říjen    | I Just Called to Say I Love You           | Stevie Wonder                    |
| 27. říjen    | I Just Called to Say I Love You           | Stevie Wonder                    |
| 3. listopad  | Caribbean Queen (No More Love on the Run) | Billy Ocean                      |
| 10. listopad | Caribbean Queen (No More Love on the Run) | Billy Ocean                      |
| 17. listopad | Wake Me Up Before You Go-Go               | Wham!                            |
| 24. listopad | Wake Me Up Before You Go-Go               | Wham!                            |
| 1. prosinec  | Wake Me Up Before You Go-Go               | Wham!                            |
| 8. prosinec  | Out of Touch                              | Daryl Hall & John Oates          |
| 15. prosinec | Out of Touch                              | Daryl Hall & John Oates          |
| 22. prosinec | Like a Virgin                             | Madonna                          |
| 29. prosinec | Like a Virgin                             | Madonna                          |